# Ducado de Aguiar
El ducado de Aguiar fue un título nobiliario español otorgado por Enrique IV de Castilla a Álvaro Pérez Osorio, en una fecha desconocida, pero posiblemente hacia 1450. Su denominación hace referencia al castillo de Aquilare del Esla, situado entre las villas de Cistierna y de Sabero en la provincia de León, solar antiguo del linaje de los Flaínez, del que descienden los Osorio, marqueses de Astorga y condes de Trastámara.
El genealogista Jaime de Salazar y Acha duda de la existencia de este título como tal, opinión que comparte con Luis de Salazar y Castro que no menciona este título ducal al tratar de los marqueses de Astorga.
Álvaro Pérez Osorio era hijo de Pedro Álvarez Osorio, I conde de Trastámara y señor del condado de Villalobos, y de su primera esposa, Isabel de Rojas.

## Historia del título
Este título ya había sido otorgado por Pedro I de Castilla a Pedro Álvarez Osorio, en 1349. Pedro era hijo de Juan Álvarez Osorio, merino mayor de León, y María Fernández de Biedma.
Posiblemente, el ducado se concediera como vitalicio y sin ninguna jurisdicción territorial, ya que sus sucesores no usaron el título de manera oficial. Hacia 1450 Enrique IV de Castilla lo concedió nuevamente a su descendiente lejano, Álvaro Pérez Osorio, que además era señor del condado de Villalobos. No obstante, la dignidad de duque de Aguiar fue sostenida solo hasta la muerte de su nieto homónimo, en 1523. Efectivamente, su heredero, Pedro Álvarez Osorio —V conde de Trastámara, señor del condado de Villalobos y IV marqués de Astorga—, decidió no incorporarlo con el resto de sus intitulaciones de nobleza.

## Duques de Aguiar
|                                     | Titular                          | Periodo                          |
| Creación por Pedro I de Castilla    | Creación por Pedro I de Castilla | Creación por Pedro I de Castilla |
| ----------------------------------- | -------------------------------- | -------------------------------- |
| I                                   | Pedro Alvárez Osorio             | 1349-1360                        |
| Creación por Enrique IV de Castilla |                                  |                                  |
| I                                   | Álvaro Pérez Osorio              | c. 1450-c. 1480                  |
| II                                  | Pedro Álvarez Osorio             | c. 1480-1505                     |
| III                                 | Álvaro Pérez Osorio              | 1505-1523                        |

## Historia de los duques de Aguiar
- Álvaro Pérez Osorio (m. 1471), I duque de Aguiar, II conde de Trastámara, I marqués de Astorga y señor del condado de Villalobos.

Casó con Leonor Enríquez, hija de Fadrique Enríquez, I conde de Melgar y I conde de Rueda, y de su mujer Teresa de Quiñones. Le sucedió su hijo:
- Pedro Álvarez Osorio (m. 1505), II duque de Aguiar, III conde de Trastámara, II marqués de Astorga y señor del condado de Villalobos.

Casó con Beatriz Teresa de Quiñones, hija de Diego Fernández de Quiñones, I conde de Luna, y de Juana Enríquez, hija a su vez del I conde de Alba de Liste. Le sucedió su hijo:
- Álvaro Pérez Osorio (m. 1523), III duque de Aguiar, IV conde de Trastámara,  III marqués de Astorga[7] y señor del condado de Villalobos.

Casó en primeras nupcias con Isabel Sarmiento y Zúñiga, IV condesa de Santa Marta de Ortigueira, hija de Francisco Sarmiento y Sarmiento — III conde de Santa Marta de Ortigueira— y de Constanza de Zúñiga, hija del I conde de Miranda del Castañar. Casó en segundas nupcias con Constanza Osorio, hija de Pedro Álvarez Osorio, I conde de Lemos, y de su segunda mujer María de Bazán.